# Álex Quintanilla
Alexander Quintanilla Urionabarrenetxea, meglio noto come Álex Quintanilla (Bilbao, 2 luglio 1990), è un calciatore spagnolo, difensore svincolato.
È il figlio dell'ex calciatore Fernando Quintanilla.